# Грузино-испанские отношения
Грузино-испанские отношения — двусторонние дипломатические отношения между Грузией и Испанией. Грузия имеет посольство в Мадриде и два консульства в Барселоне и Севилье. У Испании нет посольства в Грузии, но посольство в Анкаре, Турция, аккредитовано и для Грузии. У Испании есть консульство в Тбилиси. Обе страны являются членами Совета Европы.

## Дипломатические отношения
Испания поддерживает дипломатические отношения с Республикой Грузия с 1992 года.
У Грузии есть дипломатическое представительство в Мадриде с 2005 года, но у Испании нет постоянного посольства в Тбилиси, а посольство Испании в Анкаре обладает множественной аккредитацией.

## Экономические отношения

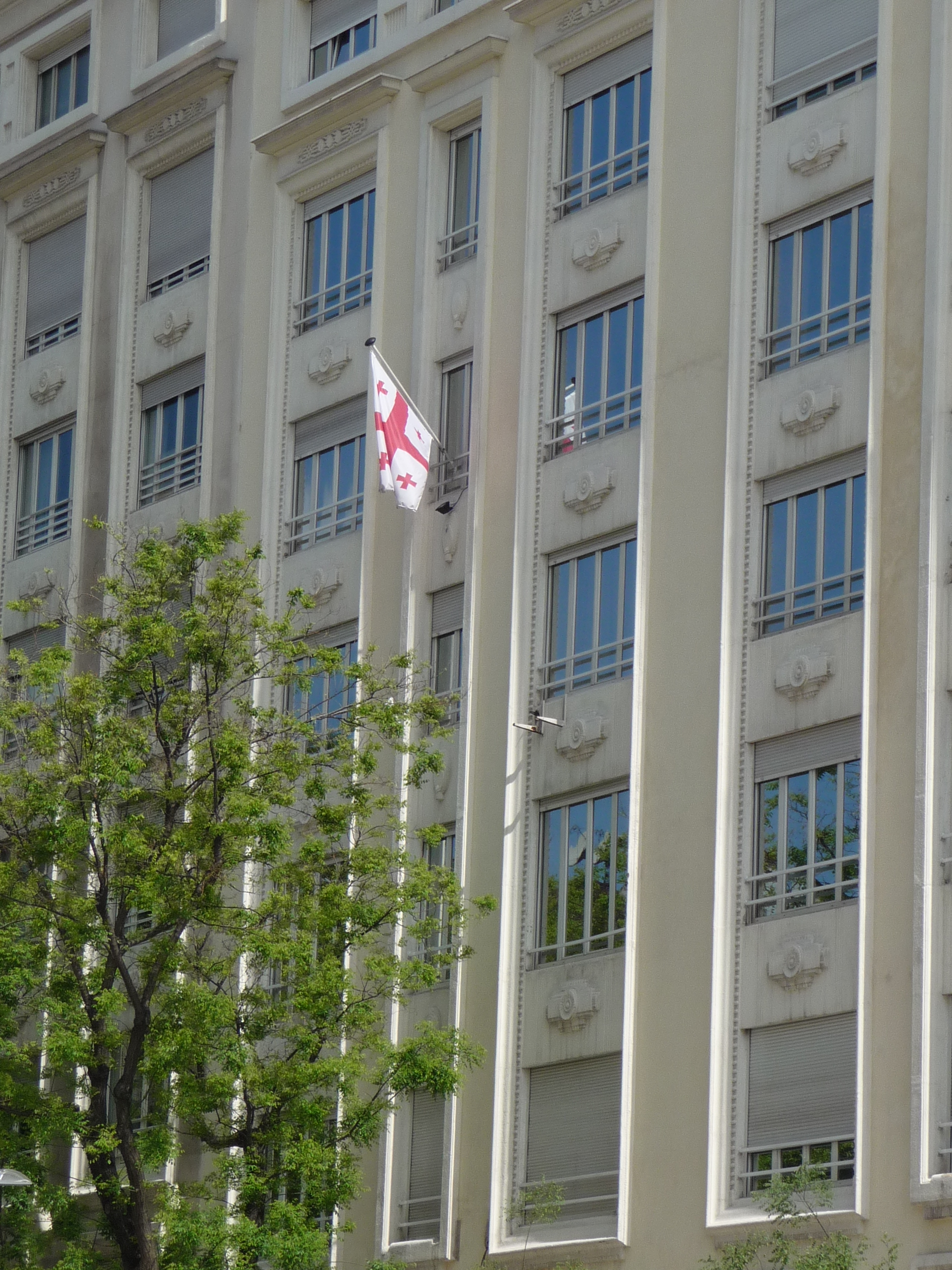
Посольство Грузии в Испании.

В 2014 году рост экономики Грузии составил 4,8 %. Произошло восстановление, несмотря на российско-украинский кризис, благодаря восстановлению потребления, частных инвестиций и экспорта. В финансовом секторе сохраняется определённая структурная уязвимость (высокая долларизация, краткосрочная ликвидность и высокая концентрация банковского сектора). Среди секторов, внесших наибольший вклад в рост, следует отметить строительство, розничную торговлю и производство.
В Грузии произошла позитивная эволюция своей экономики, но ей все ещё необходимо провести структурные реформы, которые, как и в её среднесрочной программе, позволят ей ускорить экономический рост и сделать его более инклюзивным, создать рабочие места и в то же время время укрепить свою успешную денежно-кредитную политику с помощью гибкого обменного курса, поддержания сильных валютных резервов и потолка инфляции.
Уровень бедности значительно снизился за последние пять лет, в 2012 году крайняя бедность составила 3,7 % (последние данные), хотя в сельских районах по-прежнему наблюдается значительная относительная бедность. Это сокращение в основном связано с политикой социальной помощи.
Экономические связи ограничены, однако наблюдается растущий интерес испанских компаний, привлеченных значительным улучшением климата для иностранных инвестиций. С 1 июля 2011 года действует Соглашение об избежании двойного налогообложения между Грузией и Испанией. 10 и 11 марта 2014 года Испания и Грузия подписали два меморандума о взаимопонимании (МоВ): МоВ о сотрудничестве в экономической сфере и МоВ в сфере туризма.
В 2014 году испанский экспорт в Грузию составил 58,8 миллиона евро (78,8 миллиона евро в 2013 году), что представляет собой снижение на 25,4 %, в то время как импорт Грузии из Испании достиг 81,43 миллиона евро (29,32 миллиона евро в 2013 году), что представляет собой самый большой рост за последние годы — 177,7 %.